# Kiwi de l'Adour
Pour les articles homonymes, voir Kiwi.
 (décembre 2024).
Le kiwi de l'Adour est un fruit produit dans le Sud-Ouest de la France. Il est le seul kiwi à bénéficier de la double certification Label rouge et indication géographique protégée (IGP).

## Présentation
Le kiwi de l’Adour est issu d’une plante pérenne subtropicale (Actinidia deliciosa, variété Hayward). Son acclimatation dans le bassin versant de l'Adour débute en 1965 grâce à Henri Pedelucq, qui fait figure de pionnier. Il est suivi au début des années 1970 par d'autres producteurs locaux.
L'aire géographique de l'IGP Kiwi de l'Adour s'étend sur des communes de l'ouest du département du  Gers, du sud des Landes et du nord des Pyrénées-Atlantiques.

### Historique
Le kiwi est le fruit d'une liane. Découvert en Chine 1000 ans av. J.-C., il est importé au XIXe siècle en Nouvelle-Zélande où il connaît un développement immédiat. Il est d'abord connu sous le nom de « groseille de Chine », mais durant la guerre froide, ce nom pose un problème pour sa commercialisation aux États-Unis. Les Néo-Zélandais le nomment alors « kiwi », sa peau velue leur rappelant celle de l'oiseau du même nom également nommé apteryx, emblème de leur pays.
Le kiwi arrive en France en 1904 à Nice et en 1920 au Jardin des plantes de Paris. Les chercheurs du Muséum national d'histoire naturelle de Paris mettent en évidence ses vertus antiscorbutiques et sa teneur exceptionnelle en vitamine C, sans toutefois en faire immédiatement part aux arboriculteurs français.
Le kiwi est acclimaté en France en 1965, à l'initiative d'un arboriculteur du département des Landes, Henri Pedelucq. Né en 1926 à Peyrehorade, il entre à l'Institut national d'agronomie de Paris en 1945 et participe en 1947 à un voyage d'études au Maroc, alors protectorat français. Il y effectue son service militaire en 1949 en tant qu'officier puis reste y travailler pendant quinze ans, pour l'entreprise américaine Dupont de Nemours. De retour en France, il s'installe dans le sud des Landes pour se lancer dans l'arboriculture. Un de ses camarades de promotion lui suggère alors d'expérimenter la culture de trois variétés de plantes : l'actinidia (kiwi), le tamarillo et le fruit de la passion. Au premier hiver 1964-1965, seul l'actinidia résiste au gel. Cette date marque ainsi le tout début de la production des kiwis à gros fruits (Hayward) en Europe.
Exigeant un climat océanique, des sols fertiles, bien drainés et humides en profondeur, le kiwi trouve ainsi dans le bassin de l'Adour des conditions favorables à son développement et d'autres producteurs emboîtent le pas à Henri Pedelucq.

### Mode de culture

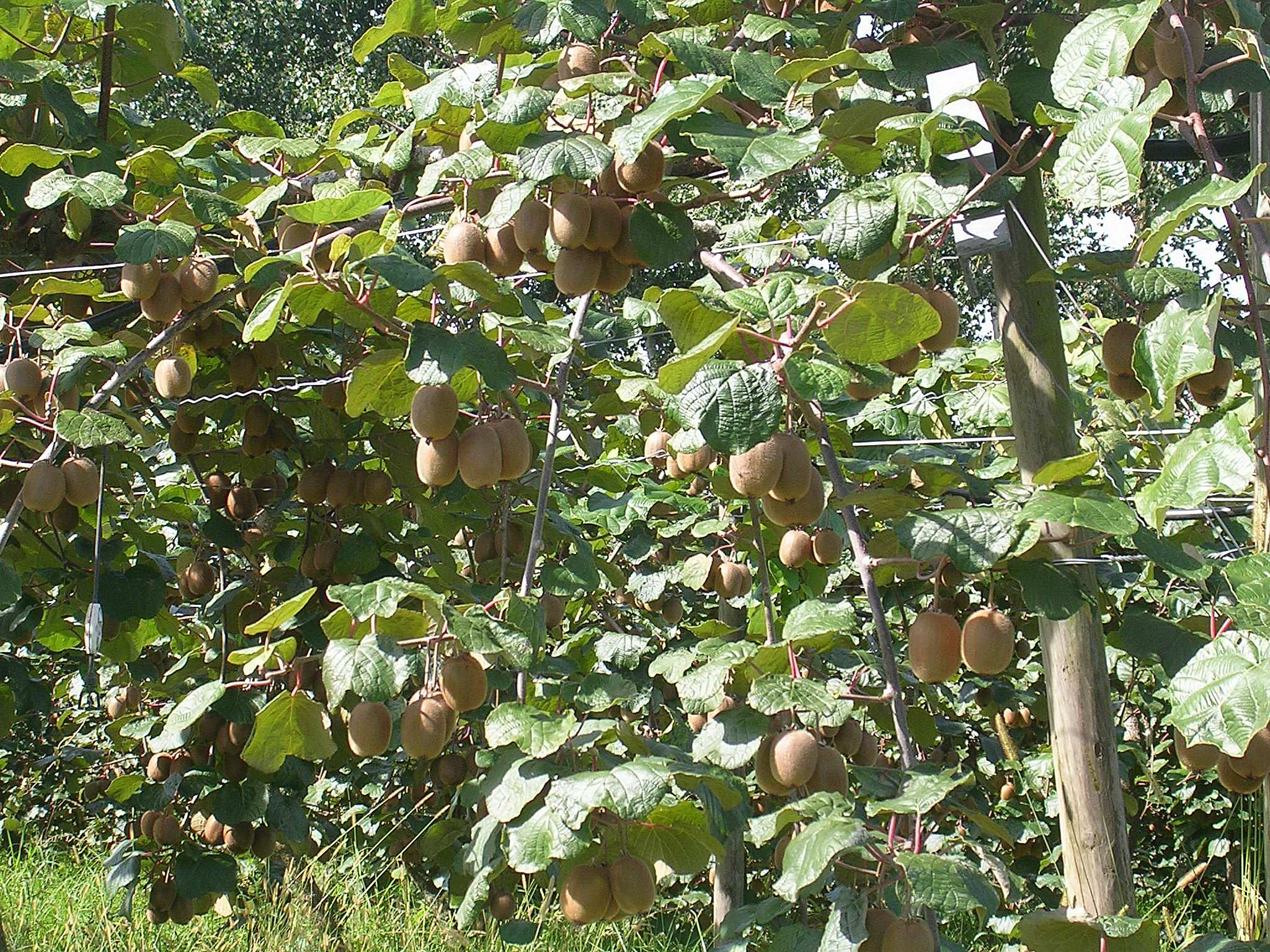
Kiwis de l'Adour à Aurice

Les vergers poussent en formant une tonnelle à plus de deux mètres de haut. L'arbre arrive à maturité à partir de six ans. En juin, la croissance du kiwi peut atteindre 20 cm par jour. La méthode de culture vise à favoriser la qualité des fruits : taille d'hiver, éclaircissage pour limiter le nombre de fruits et obtenir un meilleur calibre, taille d'été, irrigation maîtrisée, fertilisation raisonnée. Tous ces travaux sont effectués manuellement, y compris la récolte qui a lieu lorsque les fruits arrivent à maturité optimale, début novembre.
Après leur conditionnement en plateau ou barquette dans une station fruitière, le kiwi est disponible sur les étals à partir du mois de décembre et jusqu'en mai.

### Certification

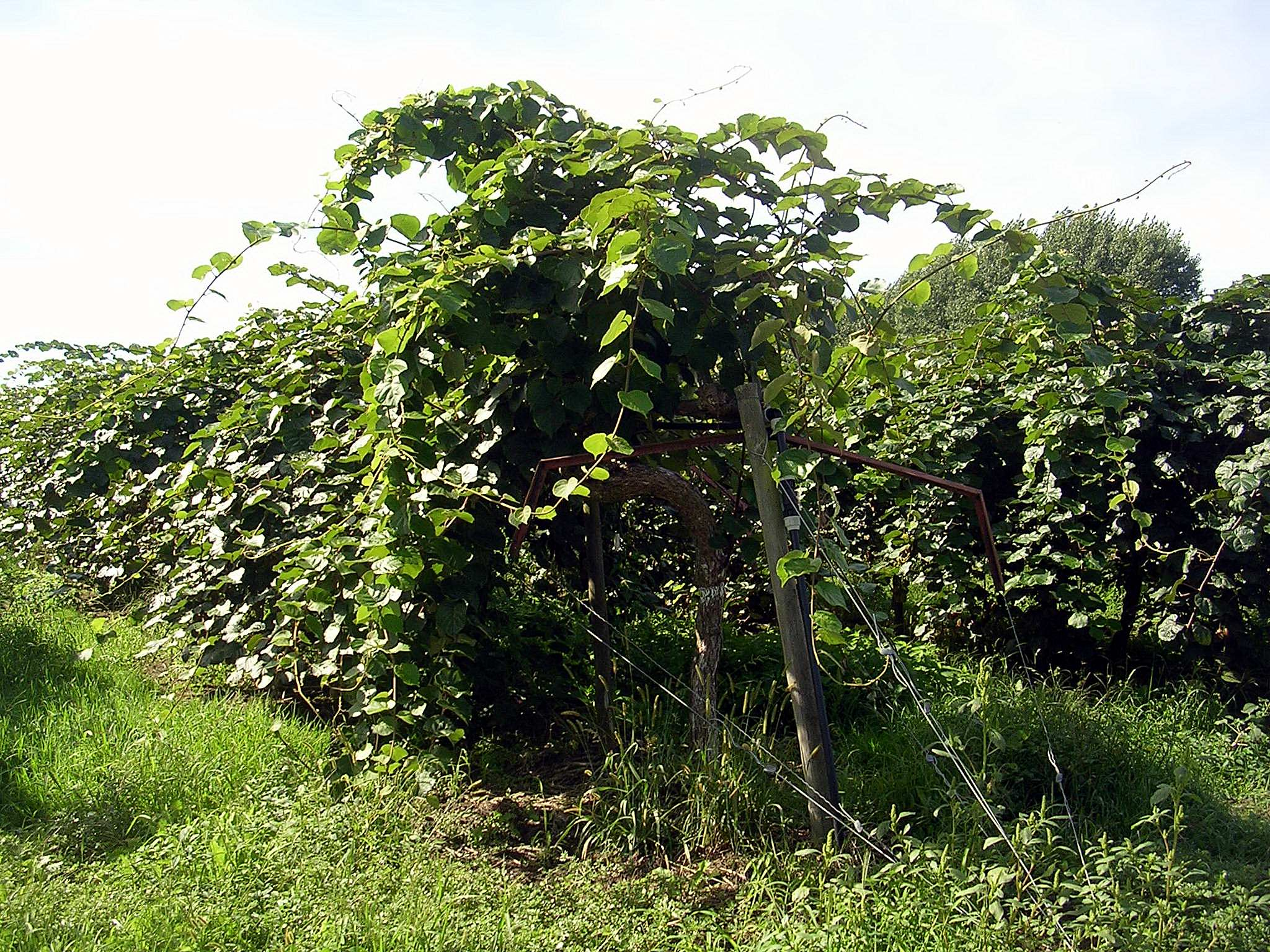
Verger de kiwis de l'Adour.

Le kiwi de l'Adour obtient la certification Label rouge en 1992, garantissant les qualités sur le goût et sur les conditions de culture et de commercialisation. De nombreux contrôles assurent la traçabilité totale de la production et le respect du cahier des charges, portant notamment sur la saveur, l'équlibre acide/sucre et le calibre des fruits. Depuis 2002, le kiwi de l'Adour bénéficie également de la certification communautaire IGP. La filière est contrôlée par Qualisud, organisme certificateur externe.

### Statistiques
Le kiwi de l'Adour, avec 25 % de la production française, est en tête de la production nationale. Il est le seul à bénéficier d'un label rouge. On compte 350 kiwiculteurs dans le pays de l'Adour et 8 stations fruitières. 600 ha sont mis en culture, soit une moyenne de 2 ha par verger. 20 000 tonnes sont produites par an. La teneur énergétique est, pour un kiwi de 100 g : des fibres, des carotènes, 94 mg de vitamine C, 27 mg de magnésium, 3 mg de vitamine E.